# Пеґґі Лі
Норма Делоріс Еґстром (англ. Norma Deloris Egstrom, нар. 26 травня 1920 — пом. 21 січня 2002), відома як Пеґґі Лі (англ. Peggy Lee) — американська джазова співачка, авторка пісень та акторка, номінантка премії «Оскар» в 1955 році.

## Біографія

### Ранні роки
Норма Делоріс Егстром народилася 26 травня 1920 року в місті Джеймстаун в Північній Дакотісьомою з восьми дітей у родині станційного доглядача Марвіна Еґстрома. Її мати померла, коли Нормі було чотири роки, і вона з братами і сестрами лишилася під опікою батька і мачухи.
Зайнялася співом в підлітковому віці, виступаючи на місцевому радіо. Після закінчення середньої школи продовжила виступи на радіо, взявши псевдонім Пеґґі Лі. У 17 років пішла з дому через постійні конфлікти з мачухою і поїхала в Лос-Анджелес. Незабаром повернулася в Північну Дакоту для тонзилектомії, а потім переїхала до Чикаго, де стала виступати в одному з нічних клубів. Там її помітив джазовий кларнетист і керівник знаменитого біг-бенду Бенні Гудмен, який у 1941 році запросив її в свій колектив.

### Музична і кінокар'єра
У 1942 році Пеґґі Лі записала свій перший хіт «Somebody Else Is Taking My Place», а її наступна пісня «Why don't You Do Right?» в 1943 році продавався мільйонними тиражами і зробила її знаменитою. У тому ж році Пеґґі Лі вперше з'явилася в кіно, у двох музичних фільмах з Бенні Гудменом, в тому числі в «Сестра його дворецького» (1943).
У березні 1943 року Пеґґі Лі одружилася з Дейвом Барбуром, гітаристом із джаз-оркестру Гудмена. Після того, як вони разом покинули біг-бенд, чоловік став працювати на музичній студії, а вона залишила кар'єру і зайнялася вихованням їх дочки Ніки. Але попри хатню роботу, незабаром Пеґґі Лі стала складати власні пісні, а у 1944 році почала їх записувати на студії «Capitol Records». Там вона записала низку своїх хітів, багато з яких написала вона сама та її чоловік, зокрема «I don't Know About You Enough» і «it's a Good Day» (1946). 1948 року вона записала свій супер-хіт «Mañana», після якого знову активно зайнялася музикою.
У тому ж році вона разом з Перрі Комо і Джо Стаффордом стала ведучою музичної програми «Chesterfield Supper Club» на радіо «NBC», а також в цей час часто з'являлася в «Шоу Джиммі Дюранте».
У 1951 році Пеґґі Лі розлучилася і надалі ще тричі одружувалась. З останнім чоловіком Джеком Дель Ріо вона розлучилася в 1965 році.
У 1950-ті роки Пеґґі Лі знялася у ряді фільмів, серед яких «Блюз Піта Келлі» (1955), за роль Роуз Гопкінс з якого вона була номінована на премію «Оскар» як найкраща акторка другого плану.
У 1952—1956 роках Пеггі Лі співпрацювала із звукозаписною компанією «Decca Records», де в 1953 році записала свій перший альбом «Black Coffee». Надалі вона повернулася на «Capitol Records», де аж до 1972 року вона майже щорічно випускала новий альбом. Також багато займалася написанням пісень, деякі з яких прозвучали у мультфільмі «Леді і Бродяга» (1955), де вона сама озвучувала кілька ролей.
Найбільшу популярність Пеґґі Лі принесла її кавер-версія пісні «Fever», записана в 1958 році, а також пісня «Is That All There Is?» у 1969 році, за яку вона отримала премію «Греммі», на яку номінувалася 12 разів.
У 1970-х Пеггі Лі виконала для «mcdonald's» відому для багатьох американців однойменну пісню (Peggy Lee — «Mcdonald ' s Theme Song»), надалі пісня звучала в телевізійній рекламі «mcdonald's».
Після відходу з «Capitol Records» Пеггі Лі продовжувала записувати свої альбоми на інших студіях, останній з яких вийшов 1993 року. 1995 року їй була вручена спеціальна премія «Греммі» за досягнення всього життя.

### Останні роки
Останні роки життя Пеггі Лі хворіла на діабет і пересувалася тільки на інвалідному візку. Вона померла від інфаркту 21 січня 2002 року в Лос-Анджелесі у віці 81 року. Сім'я співачки просила Американську академію кіномистецтва занести її до списку пам'яті на церемонії «Оскара», але ті відмовили, посилаючись на недостатній внесок у кіно. Похована на Вествудскому кладовищі.

## Знамениті пісні
| Рік  | Назва                                          | Позиції в чартах | Позиції в чартах |
| Рік  | Назва                                          | US Pop           | US AC            |
| ---- | ---------------------------------------------- | ---------------- | ---------------- |
| 1941 | «I Got It Bad and That Ain't Good»             | 25               | —                |
| 1941 | «Winter Weather» (с Артом Лундом)              | 24               | —                |
| 1941 | «Blues in the Night»                           | 20               | —                |
| 1941 | «Somebody Else is Taking My Place»             | 1                | —                |
| 1941 | «My Little Cousin»                             | 14               | —                |
| 1941 | «We'll Meet Again»                             | 16               | —                |
| 1941 | «Full Moon»                                    | 22               | —                |
| 1941 | «The Way You Look Tonight»                     | 21               | —                |
| 1943 | «Why Don't You Do Right»                       | 4                | —                |
| 1945 | «Waitin' for the Train to Come in»             | 4                | —                |
| 1946 | «I'm Glad I Waited for You»                    | 24               | —                |
| 1946 | «I Don't Know Enough About You»                | 7                | —                |
| 1946 | «Linger in My Arms a Little Longer, Baby»      | 16               | —                |
| 1946 | «It's All Over Now»                            | 10               | —                |
| 1947 | «It's a Good Day»                              | 16               | —                |
| 1947 | «Everything's Moving too Fast»                 | 21               | —                |
| 1947 | «Chi-baba, Chi-baba (My Bambino, Go to Sleep)» | 10               | —                |
| 1947 | «Golden Earrings»                              | 2                | —                |
| 1948 | «Manana»                                       | 1                | —                |
| 1948 | «All Dressed up with a Broken Heart»           | 21               | —                |
| 1948 | «For Every Man, There's a Woman»               | 25               | —                |
| 1948 | «Laroo, Laroo, Lili Bolero»                    | 13               | —                |
| 1948 | «Talking to Myself About You»                  | 23               | —                |
| 1948 | «Don't Smoke in Bed»                           | 22               | —                |
| 1948 | «Caramba! It's the Samba»                      | 13               | —                |
| 1948 | «Baby, Don't Be Mad at Me»                     | 21               | —                |
| 1948 | «Somebody Else is Taking My Place» (re-issue)  | 30               | —                |
| 1948 | «Bubble Loo, Bubble Loo»                       | 23               | —                |
| 1949 | «Blum Blum, I Wonder Who I Am»                 | 27               | —                |
| 1949 | «Similau (See-Me-Lo)»                          | 17               | —                |
| 1949 | «Bali Ha'i»                                    | 13               | —                |
| 1949 | «Riders in the Sky (A Cowboy Legend)»          | 2                | —                |
| 1950 | «The Old Master Painter» (с Мелом Тормом)      | 9                | —                |
| 1950 | «Show Me the Way to Get out of This World»     | 28               | —                |
| 1951 | «(When I Dance with You) I Get Ideas»          | 14               | —                |
| 1952 | «Be Anything (But Be Mine)»                    | 21               | —                |
| 1952 | «Lover»                                        | 3                | —                |
| 1952 | «Watermelon Weather» (з Бінгом Кросби)         | 28               | —                |
| 1952 | «Just One of Those Things»                     | 14               | —                |
| 1952 | «River, River»                                 | 23               | —                |
| 1953 | «Who's Gonna Pay the Check»                    | 22               | —                |
| 1953 | «Baubles, Bangles, and Beads»                  | 30               | —                |
| 1954 | «Where can I go Without You»                   | 28               | —                |
| 1954 | «Let Me go, Lover»                             | 26               | —                |
| 1956 | «Mr. Wonderful»                                | 14               | —                |
| 1956 | «Joey, Joey, Joey»                             | 76               | —                |
| 1958 | «Fever»                                        | 8                | —                |
| 1958 | «Light of Love»                                | 63               | —                |
| 1958 | «Sweetheart»                                   | 98               | —                |
| 1959 | «It's Okay, You Win»                           | 68               | —                |
| 1959 | «My Man»                                       | 81               | —                |
| 1959 | «Hallelujah, I Love Him So»                    | 77               | —                |
| 1963 | «I'm a Woman»                                  | 54               | —                |
| 1965 | «Pass Me by»                                   | 93               | 20               |
| 1965 | «Free Spirits»                                 | —                | 29               |
| 1966 | «Big Spender»                                  | —                | 9                |
| 1966 | «That Man»                                     | —                | 31               |
| 1966 | «You've Got Possibilities»                     | —                | 36               |
| 1966 | «So, What's New»                               | —                | 20               |
| 1966 | «Walking Happy»                                | —                | 14               |
| 1967 | «I Feel it»                                    | —                | 8                |
| 1969 | «Spinning Wheel»                               | —                | 24               |
| 1969 | «Is That All There Is?»                        | 11               | 1                |
| 1969 | «Whistle for Happiness»                        | —                | 13               |
| 1970 | «Love Story»                                   | 105              | 26               |
| 1970 | «You'll Remember Me»                           | —                | 16               |
| 1970 | «One More Ride on the Merry-Go-Round»          | —                | 21               |
| 1972 | «Love Song»                                    | —                | 34               |
| 1974 | «Let's Love»                                   | —                | 22               |

## Фільмографія
- Сестра його дворецького (1943) — грає себе (в титрах не вказана)
- Нічна серенада (1947) — Пеґґі Марш
- Містер Музика (1950) — грає себе (в титрах не вказана)
- Джазова співачка (1952) — Джуді Лейн
- Леді і Бродяга (1955) — господиня Леді, сіамські кішки Сі та Ам, собака Пег (озвучування)
- Блюз Піта Келлі (1955) — Роуз Гопкінс

## Нагороди
- «Греммі» 1969 — «Найкраще вокальне виконання» («Is That All There Is?»)

## Біографії

### Автобіографія
- Peggy Lee, Miss Peggy Lee: An Autobiography, 2002, Bloomsbury (UK), ISBN 0-7475-5907-4

### Біографії інших авторів
- Peter Richmond, Fever: The Life and Music of Miss Peggy Lee, 2006, Henry Holt and Company, ISBN 0-8050-7383-3
- Robert Strom, Miss Peggy Lee: A Career Chronicle, 2005, McFarland Publishing, ISBN 0-7864-1936-9
- Will Friedwald, Sinatra! the Song is You: A Singer's Art, 1995, Scribner ISBN 0-684-19368-X